# У предводительши
У предводительши — рассказ Антона Павловича Чехова. Написан в 1885 году, впервые опубликован в 1885 году в журнале «Осколки» № 219 от 9 февраля с подписью А. Чехонте.

## Публикации
Рассказ А. П. Чехова «У предводительши» написан в 1885 году, впервые опубликован в 1885 году в журнале «Осколки» № 219 от 9 февраля с подписью А. Чехонте, в 1886 году включен в сборник «Пестрые рассказы», вошел в издание А. Чехова, издаваемое А. Ф. Марксом.
При жизни Чехова рассказ переводился на венгерский, немецкий, сербскохорватский, французский и чешский языки.

## Критика
Цензор Энгельгардт в 1887 году так писал о рассказе: «Автор говорит о панихиде и молебне как-то пренебрежительно и рисует пьяного священника и дьякона. Рассказ этот не годится для народного чтения…».
Критик К. Арсеньев считал: «Очень недурны также рассказы „У предводительши“, „Оба лучше“, „Пересолил“, „Комик“; и здесь источник комизма заключается в контрасте, не притянутом за волосы, но вполне естественном и жизненном».

## Сюжет
Каждый год в день св. мученика Трифона вдова бывшего уездного предводителя Трифона Львовича Завзятова, Любовь Петровна, служит панихиду по усопшем от непомерного употребления спиртного муже. На панихиду съезжается весь уезд, включая «предводителя Хрумова, председателя земской управы Марфуткина, непременного члена Потрашкова, участковых мировых, исправника Кринолинова, двух становых, земского врача Дворнягина» и др. Панихида проходит в зале дома Завзятова. Гости задумываются, вспоминают покойного Завзятова, «выпивающего залпом бутылку шампанского и разбивающего лбом зеркала».
После молебна хозяйка зовет всех перекусить. Завтрак настолько роскошен, что дьякон Конкордиев ежегодно качает в изумлении голову и говорит: «Сверхъестественно! Это, отец Евмений, не столько похоже на пищу человеков, сколько на жертвы, приносимые богам.» На столе подано всё, что дает людям местная дать флора и фауна. Сверхъестественным является отсутствие спиртных напитков — Любовь Петровна дала обещание не держать в доме карт и спиртных напитков, сгубивших мужа.
В ходе застолья гости постоянно выходят в переднюю — кто за носовым платком, кто посмотреть на лошадей, кто показать новую, купленную дешево шубу. Возвращаются все навеселе. После осмотров шубы лакей Микешка выносит тайком из передней пять пустых бутылок.
Вечером, когда гости разошлись, Любовь Петровна написала своей подруге письмо. В нем она рассказала, что провела панихиду, на славу угостила гостей, но без спиртного. Гости так горячо её благодарили, что у исправника не хватило сил прочесть ей стихи и он завалился, председатель «мирового съезда Алалыкин почувствовал себя дурно и пролежал на диване в бессознательном состоянии два часа», отец Евмений долго лепетал что-то невнятно, но искренне.